# L'Homme qui peut vivre dans l'eau
L'Homme qui peut vivre dans l'eau est un roman de Jean de la Hire publié en feuilleton en 1909 dans le quotidien Le Matin. Narrant le combat des nations face à un surhomme homme-poisson, l'Hictaner, le roman est à l'origine du cycle des aventures du Nyctalope, saga littéraire s'étendant sur des dizaines de romans.

## Intrigue
Une organisation secrète nommée « L'Inconnu » lance un ultimatum aux grandes puissances du monde : la reddition ou la guerre. Pour montrer sa détermination, l'organisation détruit les flottes de divers pays grâce à un surhomme, l'Hictaner, mi-homme, mi-requin.

## Autour de l'œuvre
Avec ce roman, Jean de La Hire introduit plusieurs personnages qu'il réutilise dans le premier volume du cycle des aventures du Nyctalope : Le Mystère des XV. Ainsi, l'amiral Louis de Ciserat qui combat l'Hictaner, est devenu ministre de la Marine dans le roman de 1911 ; tandis que le savant Oxus, à la tête de l'organisation « L'Inconnu », est le principal antagoniste du Nyctalope. Léo Saint-Clair dit le Nyctalope, est lui-même le fils d'un des personnages secondaires du roman.

## Publications
- 1909. Parution en feuilleton dans Le Matin du 26 juillet au 28 septembre 1909
- 1910. Parution en un volume aux éditions Juven
- 1922. Parution en deux volumes aux éditions Ferenczi : L'Homme qui peut vivre dans l'eau et Les amours de l'Inconnu dans la collection « Les Romans d'aventures » n°1 et n°2
- 1926. Réédition en un seul volume aux éditions Ferenczi : L'Homme qui peut vivre dans l'eau dans la collection « Les Romans d'aventures » n°6